# Women's International Champions Cup
A Women's International Champions Cup, ou Copa Internacional dos Campeões Femininos, é um torneio anual de clubes de futebol feminino realizado nos Estados Unidos. 
Lançado pelo Relevent Sports Group em 2018, reúne equipes de futebol feminino estadunidenses e europeias para coroar o "melhor time de futebol feminino do mundo", uma vez que a Federação Internacional de Futebol organiza apenas campeonato mundial de clubes masculinos, a Copa do Mundo de Clubes da FIFA.

## Finais
| Ano  | Campeão                | Placar            | Vice-campeão           | Local             |
| ---- | ---------------------- | ----------------- | ---------------------- | ----------------- |
| 2018 | North Carolina Courage | 1–0               | Lyon                   | Hard Rock Stadium |
| 2019 | Lyon                   | 1–0               | North Carolina Courage | Sahlen's Stadium  |
| 2020 | não foi disputado      | não foi disputado | não foi disputado      | não foi disputado |
| 2021 | Portland Thorns        | 1–0               | Lyon                   | Providence Park   |
| 2022 | Lyon                   | 4–0               | Monterrey              | Providence Park   |

## Resultado por clube
| Clube                  | Campeão        | Vice-campeão   | Terceiro lugar |
| ---------------------- | -------------- | -------------- | -------------- |
| Olympique Lyonnais     | 2 (2019, 2022) | 2 (2018, 2021) |                |
| North Carolina Courage | 1 (2018)       | 1 (2019)       |                |
| Portland Thorns        | 1 (2021)       |                |                |
| Monterrey              |                | 1 (2022)       |                |
| Manchester City        |                |                | 2 (2018, 2019) |
| Barcelona              |                |                | 1 (2021)       |
| Chelsea                |                |                | 1 (2022)       |